# Våbenhvilen i Moskva
Våbenhvilen i Moskva blev indgået af Sovjetunionen, Storbritannien og Finland den 19. september 1944 som afslutning på fortsættelseskrigen. Våbenhvilen i Moskva må ikke forveksles med fredstraktaten i Moskva fra 1940, som afsluttede vinterkrigen mellem Finland og Sovjet.
Den endelige fredsaftale mellem Finland og en del af De Allierede blev underskrevet i Paris i 1947.

## Våbenhvilebetingelser
Våbenhvilebetingelserne lignede de, der var blevet aftalt ved fredstraktaten i Moskva i 1940: Finland måtte afstå dele af Karelen og Salla foruden visse øer i Den Finske Bugt. Der ud over skulle Finland afgive Petsamo-området og udleje Porkkala til Sovjetunionen for en periode på 50 år (området blev tilbageleveret til Finland i 1956), ligesom Finland skulle betale 300 mio. $ (≈ 4 mia. $ i dag) i krigsskadeserstatning i form af varer til Sovjetunionen over seks år. Samtidigt skulle Finland afbryde forbindelserne med Nazi-Tyskland, opløse pro-Nazistiske politiske, militære og paramilitære organisationer, der var fjendtligt indstillet over for Sovjet og tillade Finlands kommunistiske parti.
Våbenhvilen pålagde endvidere Finland at udvise alle tyske tropper fra sit territorium i løbet af 14 dage. Da tyskerne ikke forlod Finland inden fristens udløb, kom det til militær konfrontationer mellem finske og tyske tropper i Laplandskrigen.